# Små grodorna
Små grodorna är en danslek, som i Sverige främst förknippas med midsommarfirande och dans kring midsommarstång, men förekommer ibland när det dansas runt julgranen på tjugondedag jul. Dansen utförs hoppande på huk som grodor, och då orden öron och svansar sjunges viftar de dansande med händerna vid sina öron och svanskotor. Ibland fortsätter man med fler verser om andra djur, men om de har svansar och öron ersätts ordet "ej" - Båd’ öron, båd’ öron och svansar hava de.. Båd’ avser ordet "både".

## Ursprung
Melodin har spårats till en militärmarsch från den franska revolutionen, "La Chanson de l’Oignon" ("Löksången"), med refrängen "Au pas, camarade, au pas camarade / au pas, au pas, au pas! (I takt, kamrat!). Lök var vanlig proviant bland soldaterna. "Groda" är en vanlig brittisk pejorativ benämning på fransmän. Därför förmodas text och melodi gått via en engelsk nidvisa, kanske som "Au pas, grenouille” (”I takt, groda” ), innan den populariserades i Sverige.
Melodin förekommer fortfarande i en barnvisa på franska med originaltexten "Au pas camarades".  Hur den hamnade i Sverige är oklart, men den fanns på Nääs slott i Västergötland i slutet av 1800-talet i samband med kurser i slöjd och folkkultur. Den gavs ut första gången på svenska av Nääs 1922, i en skrift om sånglekar. Små grodorna har därefter blivit en barnvisa i flera länder. I Norge heter den "Små rumpetroll" och i Danmark "Små frøer".
Sången betraktas trots detta dock av många i Sverige som en viktig del av det svenska kulturarvet och den svenska ambassaden i Paris påstås ha använt sången 2003 som en del av ett test för en person som skulle förnya sitt svenska pass.
Små grodorna, små grodorna är lustiga att se.
Små grodorna, små grodorna är lustiga att se.
Ej öron, ej öron, ej svansar hava de.
Ej öron, ej öron, ej svansar hava de.
Kou ack ack ack, kou ack ack ack, 
kou ack ack ack ack kaa.
Kou ack ack ack, kou ack ack ack, 
kou ack ack ack ack kaa.

## I populärkulturen
I Stefan Jarls film Dom kallar oss mods sjunger huvudpersonerna "Små knegarna, små knegarna, är lustiga att se" för att manifestera sitt utanförskap och håna de personer på tunnelbanan som lever svensson-liv.
Sången sjungs i Steven Spielbergs amerikanska science fiction-film Minority Report från 2002 hos en ögonläkare (spelad av Peter Stormare), av hans sköterska, spelad av likaledes svenskbördiga Caroline Lagerfelt. Ordet "öron" byts dock ut mot "ögon".
Mora Träsk låg på Svensktoppen i två veckor under perioden 9-16 september 1990 med en hiphopversion av Små grodorna och nådde som bäst 8:e plats.
Nöjesparken Liseberg i Göteborg hade en åkattraktion med namnet Små grodorna.

## Publikation
- Nu ska vi sjunga, 1943, under rubriken "Lekvisor"
- Lek med toner, 1971 (angiven som "Sånglek")
- Barnens svenska sångbok, 1999, under rubriken "Sång med lek och dans".

## Inspelningar
Sången spelades först in och gavs ut på EP-skiva med potpurri på svenska danslekar i juni 1955. Sången har också spelats in på spanska av Maria Llerena som "Las ranitas" på skivalbumet Chiquitico mio från 1988 och på portugisiska som "O sapo" av den brasilianska sångerskan Eliana.

### Fotnoter
1. 1 2  ”Små grodorna är en lökvisa”. Sydsvenskan. 21 juni 2007. Arkiverad från originalet den 25 juli 2021. https://web.archive.org/web/20210725102158/https://www.sydsvenskan.se/2007-06-21/sma-grodorna-ar-en-lokvisa. Läst 21 november 2020.
2. ↑  Le chant de l'Oignon (French Napoleonic song) på Youtube
3. 1 2 3 4 5 6  sigroth-lambe, Susanne (20 juni 1916). ”Från lökhyllning till grodkvack – Upsala Nya Tidning”. unt.se. Arkiverad från originalet den 20 juni 2020. https://web.archive.org/web/20200620052946/https://unt.se/kultur-noje/fran-lokhyllning-till-grodkvack-4276453.aspx. Läst 19 juni 2020.
4. ↑  Forssell, Hannes (22 juni 2018). ”Små grodorna – en engelsk nidvisa”. SVT Nyheter. https://www.svt.se/nyheter/lokalt/dalarna/sma-grodorna-en-engelsk-nidvisa. Läst 21 november 2020.
5. ↑  Aftonbladet 7 juni 2003 -Tvingades sjunga "Små grodorna" för att få behålla medborgarskapet
6. ↑  ”Dom kallar oss mods (1968) - SFdb”. http://www.svenskfilmdatabas.se/sv/item/?type=film&itemid=4783. Läst 23 november 2020.
7. ↑  www.sr.se - Svensktoppen 1990
8. ↑  www.moratrask.se Arkiverad 24 februari 2008 hämtat från the Wayback Machine.
9. ↑  ”Svensk mediedatabas”. http://smdb.kb.se/catalog/id/000083967. Läst 13 juni 2011.
10. ↑  ”Chiquitico mio”. Svensk mediedatabas. http://smdb.kb.se/catalog/id/001481880. Läst 13 juni 2011.